# Лобанов, Александр Сергеевич (футболист)
Алекса́ндр Сергее́вич Лоба́нов (узб. Aleksandr Sergeyevich Lobanov; каз. Александр Лобанов; 4 января 1986 года, Ташкент, УзССР, СССР) — узбекистанский и казахстанский футболист, вратарь.

## Карьера
Александр Лобанов начал свою профессиональную карьеру в 2005 году в составе джизакской «Согдианы». В 2007 году перешёл в казахстанский «Кайсар» и играл за его фарм-клуб, на следующий год выступал за «Акжайык». В 2009 году вернулся в Узбекистан и играл за клуб «Бухара». В 2011 году перешёл в нукусский «Джайхун».
В 2012 году его заметили тренеры ташкентского «Пахтакора», с которым он вскоре подписал контракт. Уже в первом сезоне стал основным вратарём «Пахтакора», заменив Тимура Джураева. В чемпионате страны в сезоне 2014 года бессменно отыграл все 26 матчей. В январе 2016 года перешёл в иранский «Персеполис», в составе которого сыграл лишь пол сезона в восьми матчах и проиграл конкуренцию второму вратарю иранского клуба, и в конце июля того же года вернулся в «Пахтакор». В 2019 году перешёл в «Металлург» (Бекабад).
Лобанов с 2015 года являлся вратарём сборной Узбекистана. Его официальный дебют в сборной Узбекистана состоялся 3 сентября 2015 года в отборочном матче Чемпионата мира 2018 против сборной Йемена. Во время тренерства Самвела Бабаяна в сборной Узбекистана, являлся основным вратарем сборной Узбекистана. Всего сыграл 20 матчей за сборную.

## Достижения
- Чемпион Узбекистана: 2012, 2014, 2015
- Серебряный призёр чемпионата Узбекистана: 2018
- Бронзовый призёр чемпионата Узбекистана: 2017
- Серебряный призёр чемпионата Ирана: 2015/2016